# Psychotria schlechteriana
Psychotria schlechteriana är en måreväxtart som beskrevs av Kurt Krause. Psychotria schlechteriana ingår i släktet Psychotria och familjen måreväxter. Inga underarter finns listade i Catalogue of Life.